# Aplomadovalk
De aplomadovalk (Falco femoralis) is een roofvogel uit de familie Falconidae.

## Leefwijze
De aplomadovalk voedt zich voornamelijk met vogels en insecten, die het dier in de vlucht vangt. De aplomadovalk is snel en behendig genoeg om snelvliegende vogels zoals duiven en papegaaien te vangen.

## Verspreiding en leefgebied
Deze soort bewoont de open of half-open gebieden, zoals prairies en savannes van het Amerikaanse continent. Oorspronkelijk leefde de soort van de zuidelijke Verenigde Staten tot de zuidpunt van Argentinië, maar uit verschillende gebieden (waaronder de Verenigde Staten) is de valk nu verdwenen. Natuurorganisaties zijn bezig met programma's om de aplomadovalk te reïntroduceren in New Mexico en Texas.
De soort telt drie ondersoorten:
- F. f. septentrionalis: van de zuidwestelijke Verenigde Staten tot Honduras.
- F. f. femoralis: van Nicaragua via Zuid-Amerika tot Tierra del Fuego.
- F. f. pichinchae: van de Andes van Colombia tot noordelijk Chili en noordwestelijk Argentinië.